# Shuajevi
Shuajevi (en georgiano: შუახევი) es un asentamiento urbano de Georgia ubicado en el este de la República Autónoma de Ayaria, siendo la capital del municipio homónimo. 

## Geografía
Shuajevi está en la confluencia del río Chirujiskali en el río Ayaristskali, 67 kilómetros al este de Batumi. 

## Historia
Después de que el pueblo fuera la sede de un raion desde la década de 1950, a Shuajevi se le otorgó el estatus de asentamiento de tipo urbano en 1974.

## Demografía
La evolución demográfica de Shuajevi entre 1979 y 2014 fue la siguiente:
| 655                                             | 886 | 980 | 797 | 902 |
| (Fuente: Population of Georgia in Soviet times) |     |     |     |     |

Según el último censo del año 2014, el pueblo tenía una población de aproximadamente 797 habitantes, mayoritariamente georgianos.
|              | 2014      | 2014       |
| Grupo étnico | Población | Porcentaje |
| ------------ | --------- | ---------- |
| Georgianos   | 796       | 99,87%     |
| Ucranianos   | 1         | 0,13%      |
| Total        | 797       | 100%       |

## Economía
Hay una planta para construir la central hidroeléctrica de Shuajevi, una central de pasada con una capacidad instalada de 185 MW con una producción eléctrica esperada de 452 GWh, que entró en servicio en 2016.

## Infraestructura

### Arquitectura, monumentos y lugares de interés
Cerca del pueblo se encuentran las ruinas de una fortaleza medieval.